# التركيبة السكانية في كندا
تهتم هذه المقالة بدراسة الخصائص الديموغرافية الخاصة بـ سكان كندا، والتي تشمل دراسة الكثافة السكانية والإثنية ومستوى التعليم وصحة عامة الشعب، والحالة الاقتصادية، والانتماءات الدينية وغيرها من السمات التي تميز السكان، شعب كندا.
عدد سكان كندا لعام 2011: 33476688 (إحصاء 2011)
عدد سكان كندا في الوقت الحالي: 34265000 (تقديري)

## المقاطعات والأقاليم
| الإقليم أو المقاطعة       | التجمع السكاني | النسبة المئوية لتعداد السكان الوطني | المساحة الكلية (كم2) | الكثافة السكانية | عدد المقاعد بـ مجلس العموم | عدد الأشخاص في كل مقعد بمجلس العموم |
| ------------------------- | -------------- | ----------------------------------- | -------------------- | ---------------- | -------------------------- | ----------------------------------- |
| أونتاريو                  |                | 38.39%                              |                      | 12.19            | 106                        | 123,767                             |
| كيبيك                     |                | 23.61%                              |                      | 5.76             | 75                         | 104,758                             |
| كولومبيا البريطانية       |                | 13.14%                              |                      | 4.84             | 36                         | 124,443                             |
| ألبرتا                    |                | 10.89%                              |                      | 5.77             | 28                         | 132,285                             |
| مانيتوبا                  |                | 3.61%                               |                      | 2.22             | 14                         | 87,585                              |
| ساسكاتشوان                |                | 3.09%                               |                      | 1.75             | 14                         | 73,927                              |
| نوفا سكوتيا               |                | 2.75%                               |                      | 17.63            | 11                         | 85,491                              |
| نيو برونزويك              |                | 2.24%                               |                      | 10.50            | 10                         | 75,046                              |
| نيوفاوندلاند ولابرادور    |                | 1.54%                               |                      | 1.36             | 7                          | 72,896                              |
| جزيرة الأمير إدوارد       |                | 0.42%                               |                      | 24.98            | 4                          | 35,344                              |
| الأقاليم الشمالية الغربية |                | 0.12%                               |                      | 0.037            | 1                          | 43,244                              |
| يوكون                     |                | 0.10%                               |                      | 0.072            | 1                          | 33,963                              |
| نونافوت                   |                | 0.09%                               |                      | 0.017            | 1                          | 32,435                              |
| كندا                      |                | 100%                                |                      | 3.73             | 308                        | 109,167                             |

المصادر: وكالة الإحصاء الكندية

## معرفة القراءة والكتابة
- التعريف: يستطيع الأفراد بدءًا من الفئة العمرية 15 فما فوق القراءة والكتابة

وصل معدل معرفة القراءة والكتابة بكندا نسبة 99% في عام 2003.

## النفقات على التعليم
- 5.2% من الناتج المحلي الإجمالي (GDP) (2002)

## تعداد السكان في المدينة
- اعتبارًا من عام 2007، أشارت الإحصاءات إلى وصول عدد السكان في المدن الكبرى بكندا، والتي يصل عددها إلى 13 مدينة (المناطق الحضرية)، مجتمعةً إلى 17885000 نسمة
- تضم كندا 100 مدينة يصل عدد السكان بها نحو 45000 أو يزيد بالنسبة لمجموع عدد السكان في الدولة الذي يصل إلى 20687000 نسمة
- تضم كندا نحو 230 مدينة بعدد سكان يصل 15000 نسمة أو يزيد

## كتابات أخرى
- Bumsted، J. M (2003). Canada's diverse peoples: a reference sourcebook. Library of Congress ( ABC-CLIO). ISBN:978-1-57607-672-9.
- Magocsi، Paul R (1999). Encyclopedia of Canada's peoples. Society of Ontario, University of Toronto Press. ISBN:978-0-8020-2938-6.
- Richard، Madeline (1992). Ethnic history and marital assimilation in Canada, 1871 and 1971. University of British Columbia Press. ISBN:978-0-7748-0431-8.
- Thornton، Russell (2000). Michael R. Haines, Richard Hall Steckel (المحرر). A population history of North America. Cambridge: Cambridge University Press. ISBN:0-521-49666-7.
- Wilson، Donna M (2008). Dying and Death in Canada. Toronto: University of Toronto Press. ISBN:978-1-55111-873-4. مؤرشف من الأصل في 2021-03-08. {{استشهاد بكتاب}}: الوسيط author-name-list parameters تكرر أكثر من مرة (مساعدة)
- Roderic Beaujot and Don Kerr, (2007) The Changing Face of Canada: Essential Readings in Population, Canadian Scholars' Press, ISBN 978-1-55130-322-2.

## وصلات خارجية
- Canada Year Book (2010) – Statistics Canada
- Population estimates and projections, 2010 – 2036 – Statistics Canada